# Hubertus (sör)
A Hubertus egy cseh sörmárka, amelyet a kácovi sörfőzdében gyártanak 1457 óta és 2001 óta újra.

## Típusai
- Könnyű csapolt sör 10° – világos sör, 3,9 térfogatszázalék alkoholtartalmú
- Könnyű lager közepes 11° – könnyű lager, alkoholtartalom 4,4 térfogatszázalék
- Könnyű lager Premium 12° – könnyű lager, 4,7 térfogatszázalék alkoholtartalmú
- Sötét speciális lager 13° – sötét speciális sör, alkoholtartalom 5,8 térfogatszázalék
- Alkoholmentes – alkoholtartalom maximum 0,5 térfogatszázalék

## Díjak

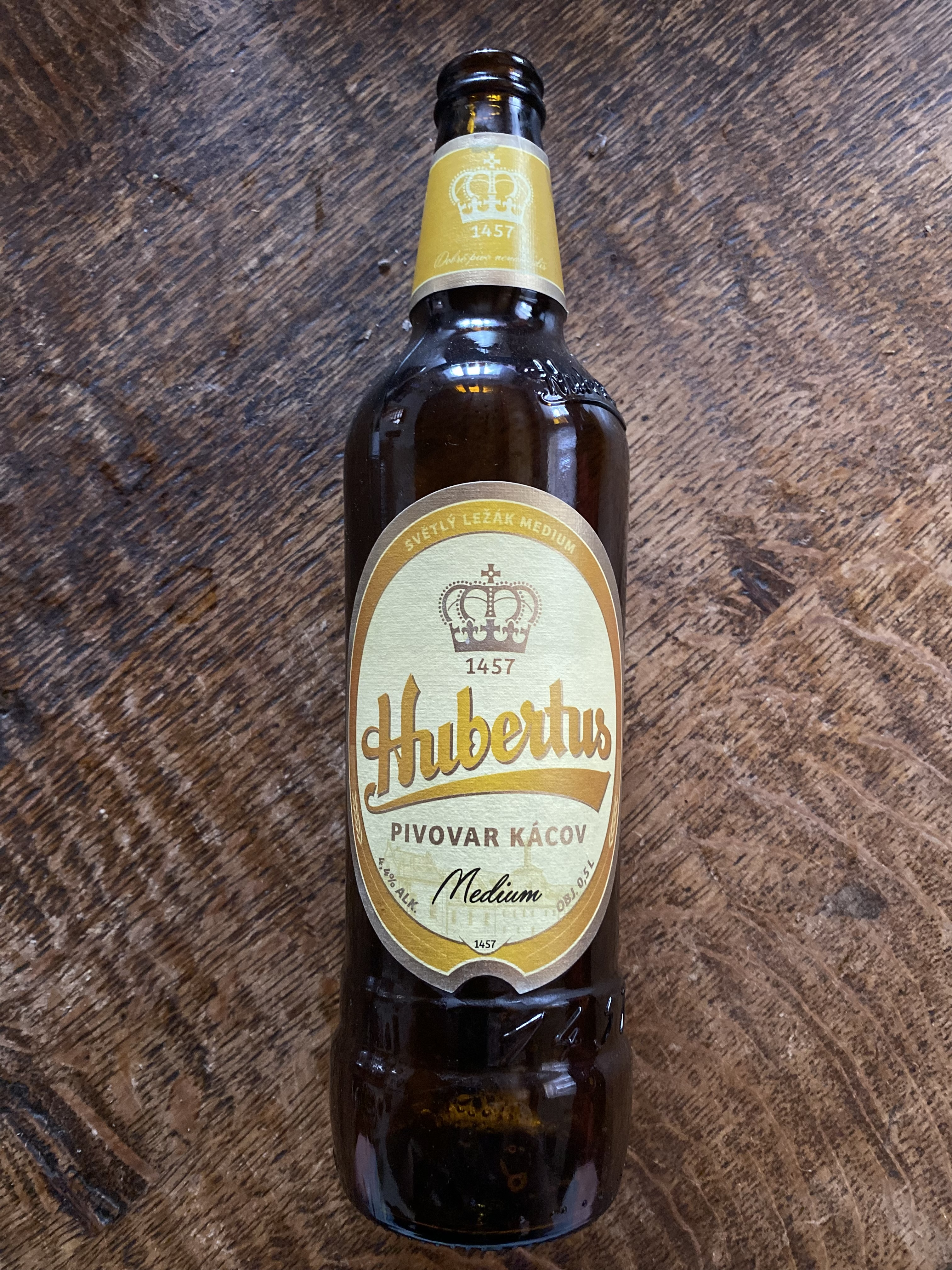
Hubertus Medium 11

- 2009 – Arany sörpecsét az élesztő sör kategóriában
- 2011 – Arany sörpecsét a különleges sötét sör kategóriában
- 2011 – Ünnepi Sörfesztivál – 3. hely
- 2011 – Az év ünnepi sör – 3. hely
- 2011 – 14. hely a francia sörversenyen
- 2012 – Az év ünnepi söre – 2. hely
- 2012 – Női sörválogatás – 3. hely (a Cseh Sörfőzdék és Maltházak Szövetségének meghirdetése)
- 2014 – Ezüst sörpecsét a könnyű csapolt sör kategóriában
- 2014 – Ezüst sörpecsét a Dark Lager kategóriában
- 2014 – Bronz sörpecsét az élesztő sör kategóriában

## Fordítás
Ez a szócikk részben vagy egészben  a   Hubertus (pivo) című cseh Wikipédia-szócikk ezen változatának fordításán alapul.  Az eredeti cikk szerkesztőit annak laptörténete sorolja fel. Ez a jelzés csupán a megfogalmazás eredetét és a szerzői jogokat jelzi, nem szolgál a cikkben szereplő információk forrásmegjelöléseként.